# هتروتوبيا
هتروتوبيا (أو الأمكنة المتغايرة)، هو مصطلح صاغه الفيلسوف الفرنسي ميشال فوكو ليشير إلى تلك المناطق التي لديها سمة خاصة لكونها متصلة مع كل الأماكن الأخرى، ولكن بطريقة تؤدي إلى تعليق، تحييد، أو عكس مجموعة العلاقات القائمة بينها.